# トニー・バローネ
トニー・バローネ（Tony Barone 1946年7月20日 - 2019年6月25日 ）はアメリカ合衆国イリノイ州シカゴ出身のバスケットボール指導者。NBAのメンフィス・グリズリーズで2006-2007シーズンにヘッドコーチを務めた。
デューク大学で1965年から1968年までプレーした後、1972年から1974年まで母校のデューク大学でアシスタントコーチを務めた。
1978年から1985年までブラッドリー大学のアシスタントコーチを務め、1985年から1991年までクレイトン大学のヘッドコーチとして102勝82敗の成績をあげて、NCAAトーナメントに同校を2回導いた。1991年から1998年までテキサス農工大学のヘッドコーチを務めた。1998年、7勝20敗でシーズンを終えた後に辞任、後任にはメルビン・ワトキンスが就任した。テキサス農工大学では76勝120敗で、勝ち越しは1シーズンだけであった。
2002年から2004年まで2シーズン、NBAのメンフィス・グリズリーズのヒュービー・ブラウンヘッドコーチの下でアシスタントコーチを務めた。2006年12月28日、6勝24敗とNBAワーストの成績であった、グリズリーズヘッドコーチのマイク・フラテロがジェリー・ウェストGMに解任された後、暫定ヘッドコーチとなった。ヘッドコーチ就任後は、フラテロヘッドコーチと異なり、選手たちに自由にプレーをさせた。2007年1月9日のロサンゼルス・レイカーズ戦の第3Qにチームは球団記録を更新する46得点をあげて勝利した。